# Megaselia plurispinulosa
Megaselia plurispinulosa är en tvåvingeart som först beskrevs av Zetterstedt 1860.  Megaselia plurispinulosa ingår i släktet Megaselia och familjen puckelflugor. Arten är reproducerande i Sverige. Inga underarter finns listade i Catalogue of Life.